# Clau (pany)

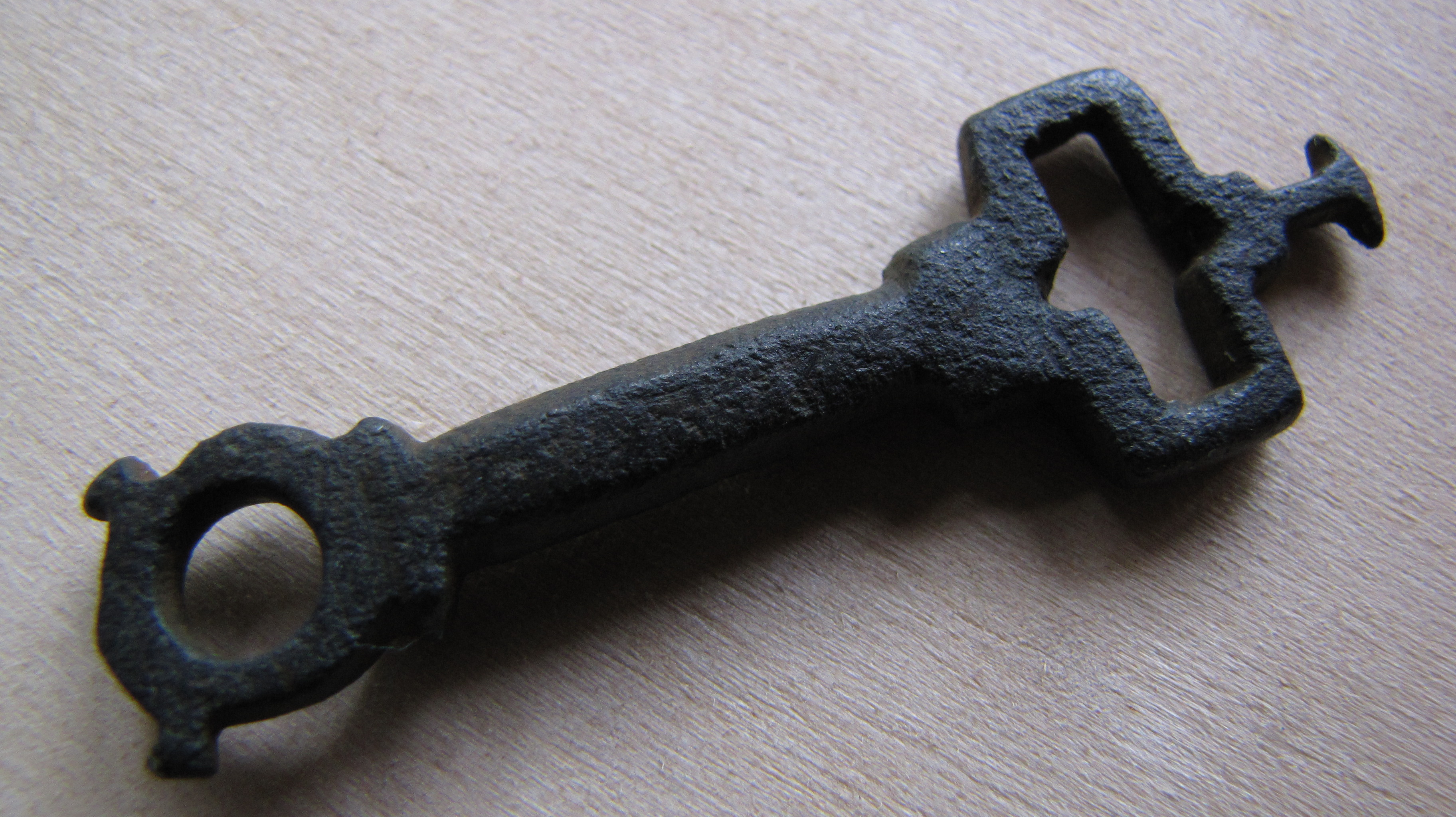
Clau antiga anglovikinga (c. 900dC)

Una clau és un estri que permet obrir un pany o també un cadenat (que s'hi avingui). Les claus s'han fet clàssicament de ferro, encara que se'n d'altres materials i, més modernament, hi ha claus electròniques, de forma més clàssica o en forma de targeta. Poden tenir un paper honorífic (les claus de la ciutat que s'atorguen a membres distingits de la comunitat).
La clau és un dels atributs de Sant Pere, que guarda les portes del cel. Igualment és el símbol de Microsoft Outlook, un programa de correu electrònic.
Una clau és també un concepte més general i s'aplica a qualsevol dispositiu (mecànic o lògic) que permet d'obrir, aclarir o desxifrar quelcom que estiga tancat, confús o xifrat: vegeu clau (criptografia).

## Història

### Història premoderna

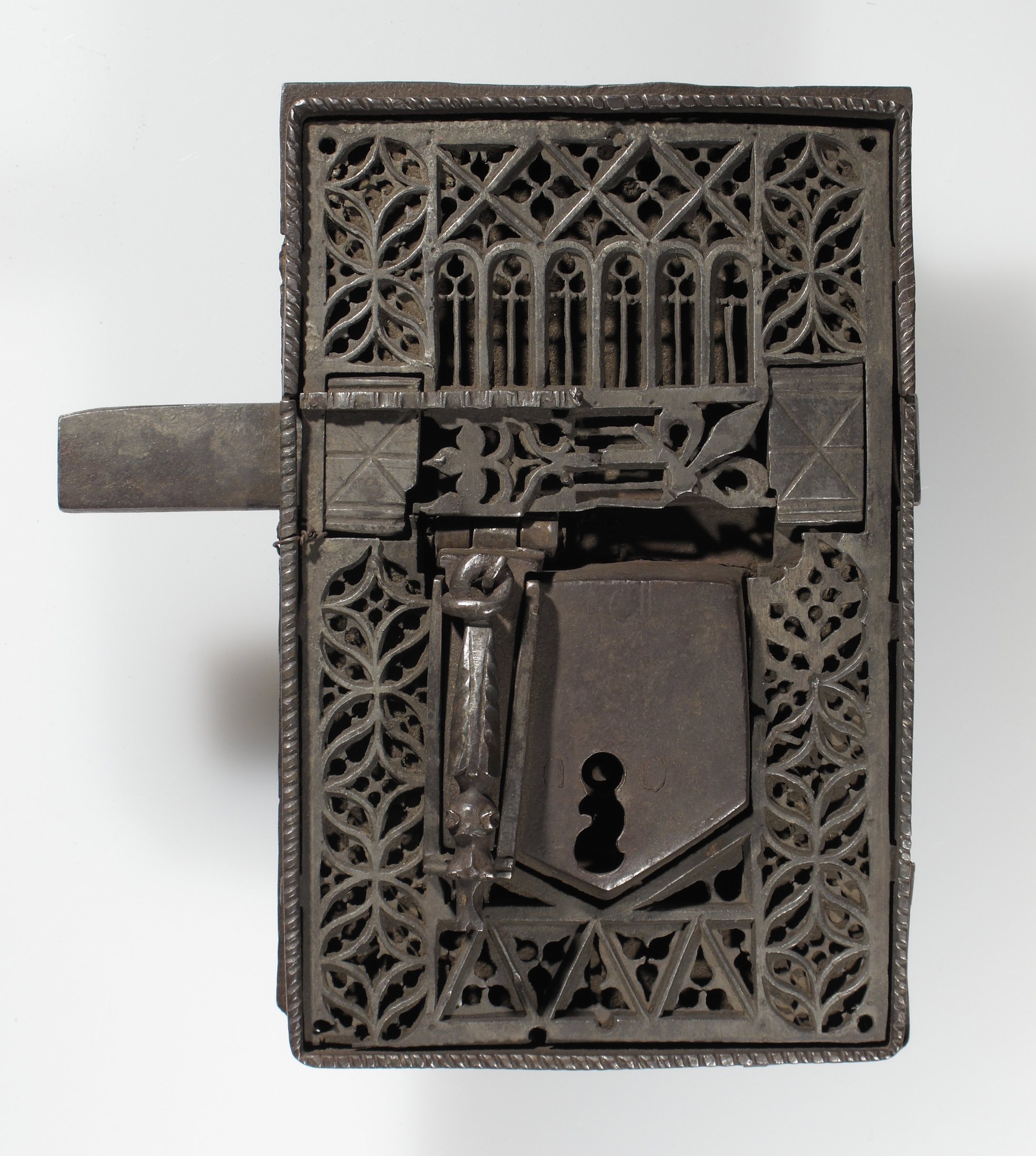
Pany gòtic medieval, dels segles XV-XVI, de ferro, al Metropolitan Museum of Art (Nova York).

Els panys s'utilitzen des de fa més de 6000 anys, amb un exemple d'hora descobert a les ruïnes de Nínive, la capital de l'antiga Asíria. Aquest tipus de panys es van convertir en el pany de fusta egípcia amb Pany de tambor de pins, que consistia en un forrellat, un accessori o fixació per a la porta i una clau. Quan s'introduïa la clau, els passadors de la peça s'aixecaven i sortien dels forats del forrellat, permetent que es mogués. En retirar la clau, els passadors queien parcialment dins del forrellat, impedint el moviment.
El pany protegit també va ser present des de l'antiguitat i segueix sent el disseny de pany i clau més reconeixible en el món occidental. Els primers panys totalment metàl·lics van aparèixer entre els anys 870 i 900, i s'atribueixen als artesans anglesos. També es diu que la clau va ser inventada per Teodor de Samos al segle vi
Els romans van inventar els panys i claus metàl·liques i el sistema de seguretat proporcionat pels pavellons.
Els romans acabalats guardaven sovint els seus objectes de valor en caixes segures amb clau dins de casa seva, i portaven les claus com a anells als dits. Aquesta pràctica tenia dos avantatges: Mantenia la clau a mà en tot moment, alhora que assenyalava que el portador era prou ric i important per tenir diners i joies que valia la pena assegurar.

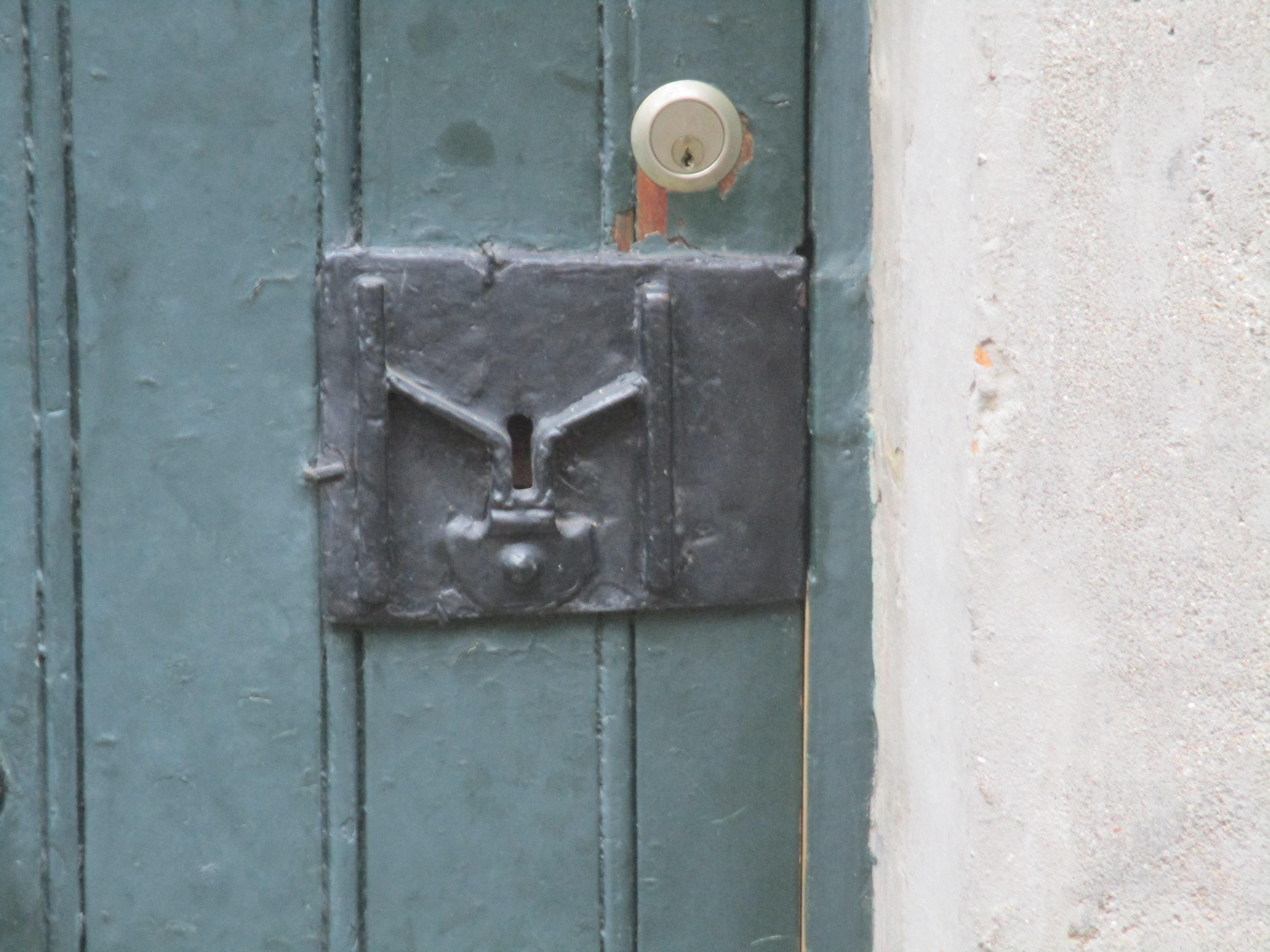
Pany de borratxo a la part inferior (pany negre) i un pany modern normal a la part superior

Al Beguinage de la ciutat belga de Lier es pot trobar un tipus especial de pany, que data dels segles XVII-XVIII, encara que potencialment més antic, ja que panys similars daten del segle xiv. El més probable és que aquests panys siguin panys gòtics, que estaven decorats amb fullatge, sovint en forma de V envoltant l'ull del pany. Sovint se'ls anomena pany del borratxo, però, la referència a estar borratxo pot ser errònia, ja que aquests panys van ser, segons certes fonts, dissenyades de tal manera que una persona encara pot trobar l'ull del pany a la foscor, encara que aquest podria no ser el cas, ja que els ornaments podrien haver estat purament estètics. En èpoques més recents s'han dissenyat panys semblants.

### Panys moderns

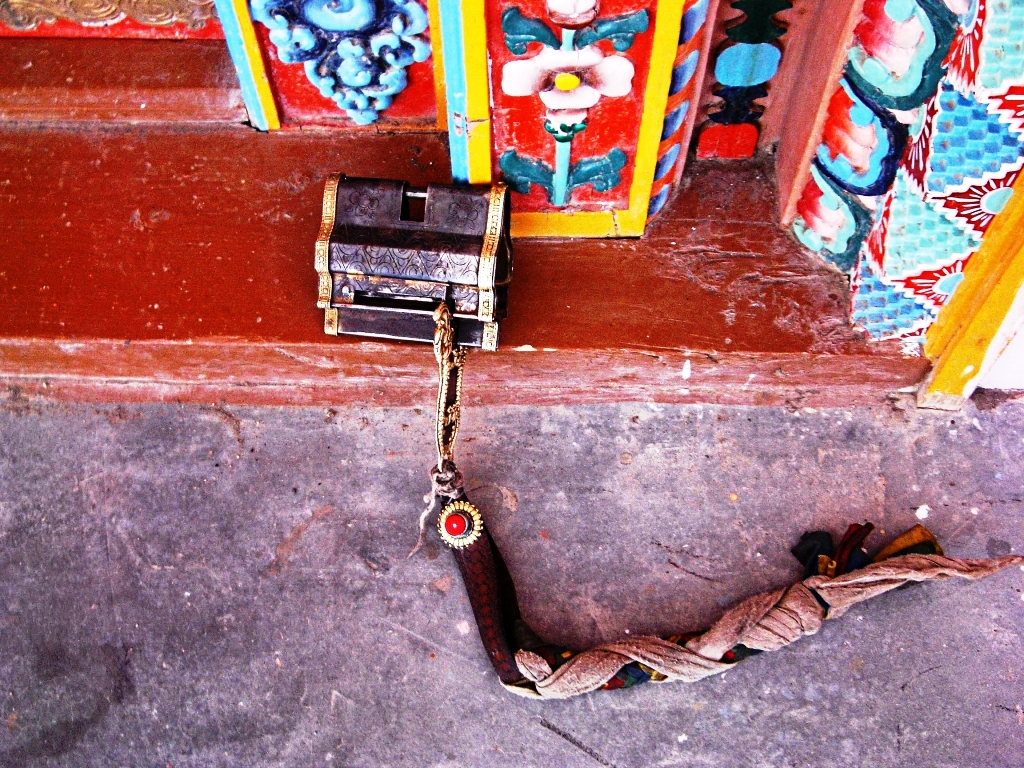
Pany i clau tibetanes - Dhankhar Gompa, Spiti. Índia. 2004

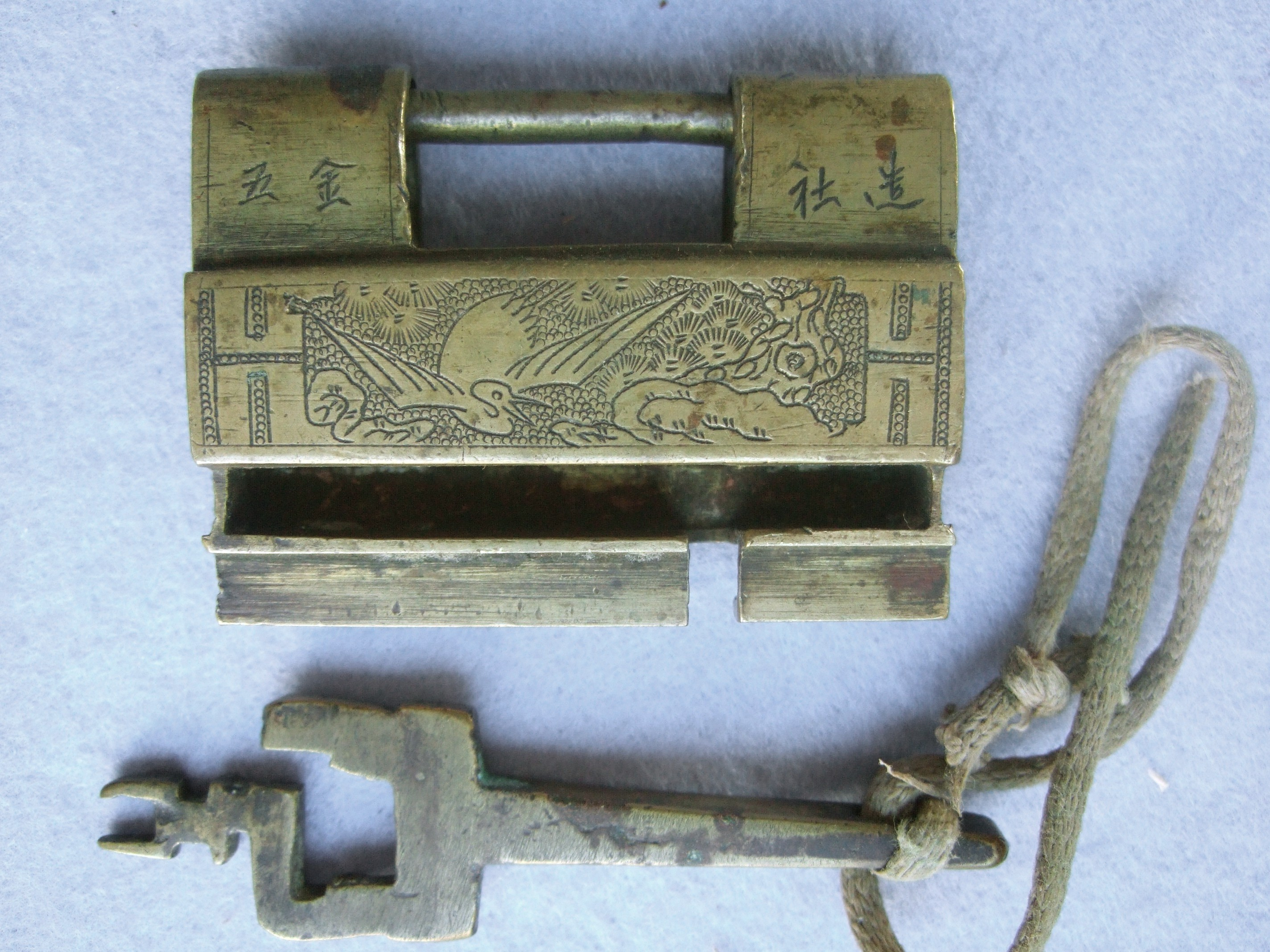
Pany i clau xineses de Província de Yunnan, principis del segle XX

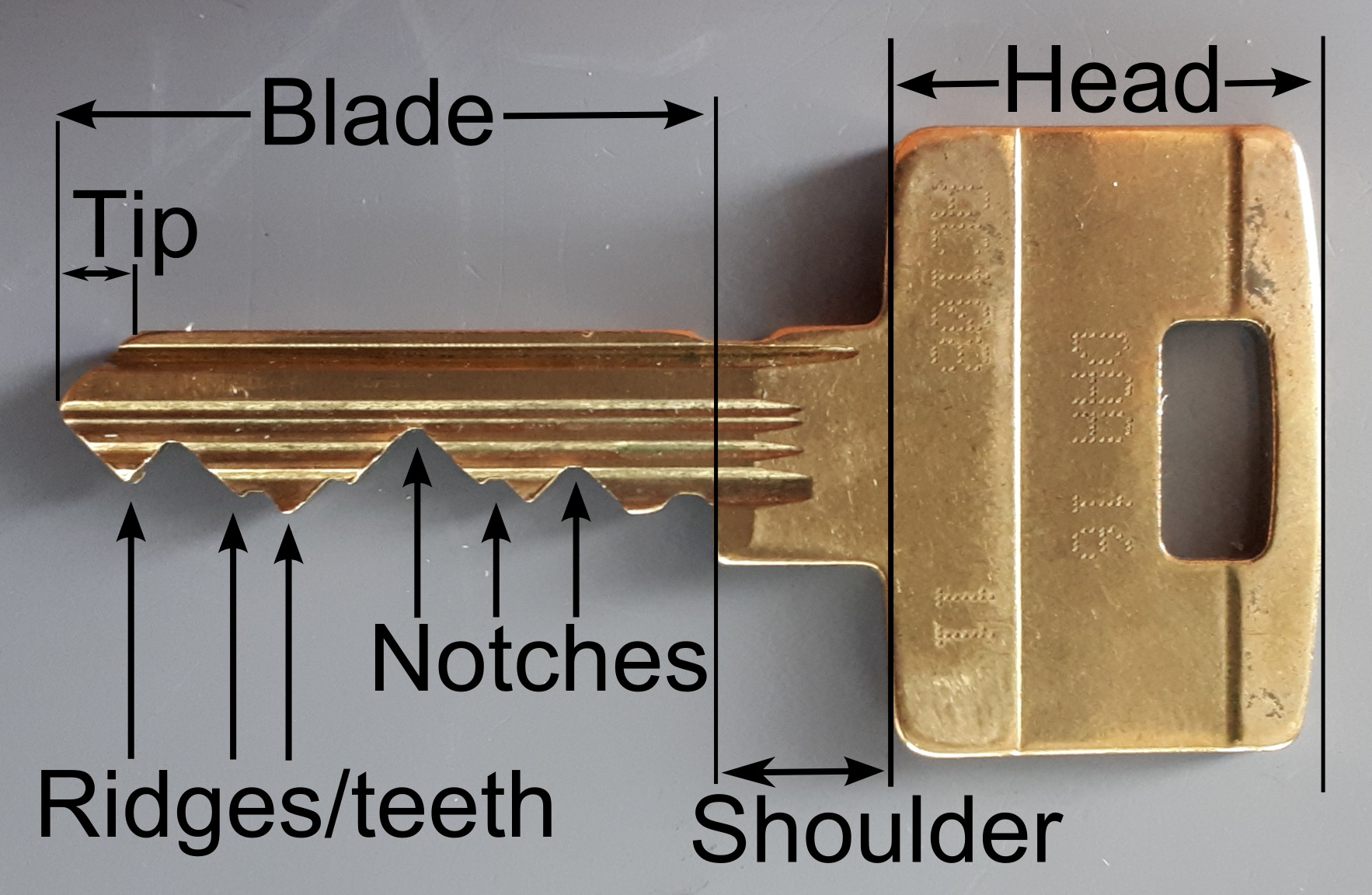
Anatomia de la clau

Amb l'inici de la Revolució Industrial a la fi del segle xviii i el desenvolupament concomitant de l'enginyeria de precisió i l'estandardització de components, els panys i claus es van fabricar amb una complexitat i sofisticació cada vegada més grans.
El pany de palanca, que utilitza un conjunt de palanques per impedir que el forrellat es mogui al pany, va ser inventada per Robert Barron en 1778. El seu pany de palanca de doble efecte requeria que la palanca s'aixequés fins a certa altura mitjançant una ranura tallada a la palanca, de manera que aixecar la palanca massa era tan dolent com no aixecar la palanca prou. Aquest tipus de pany se segueix utilitzant avui dia.

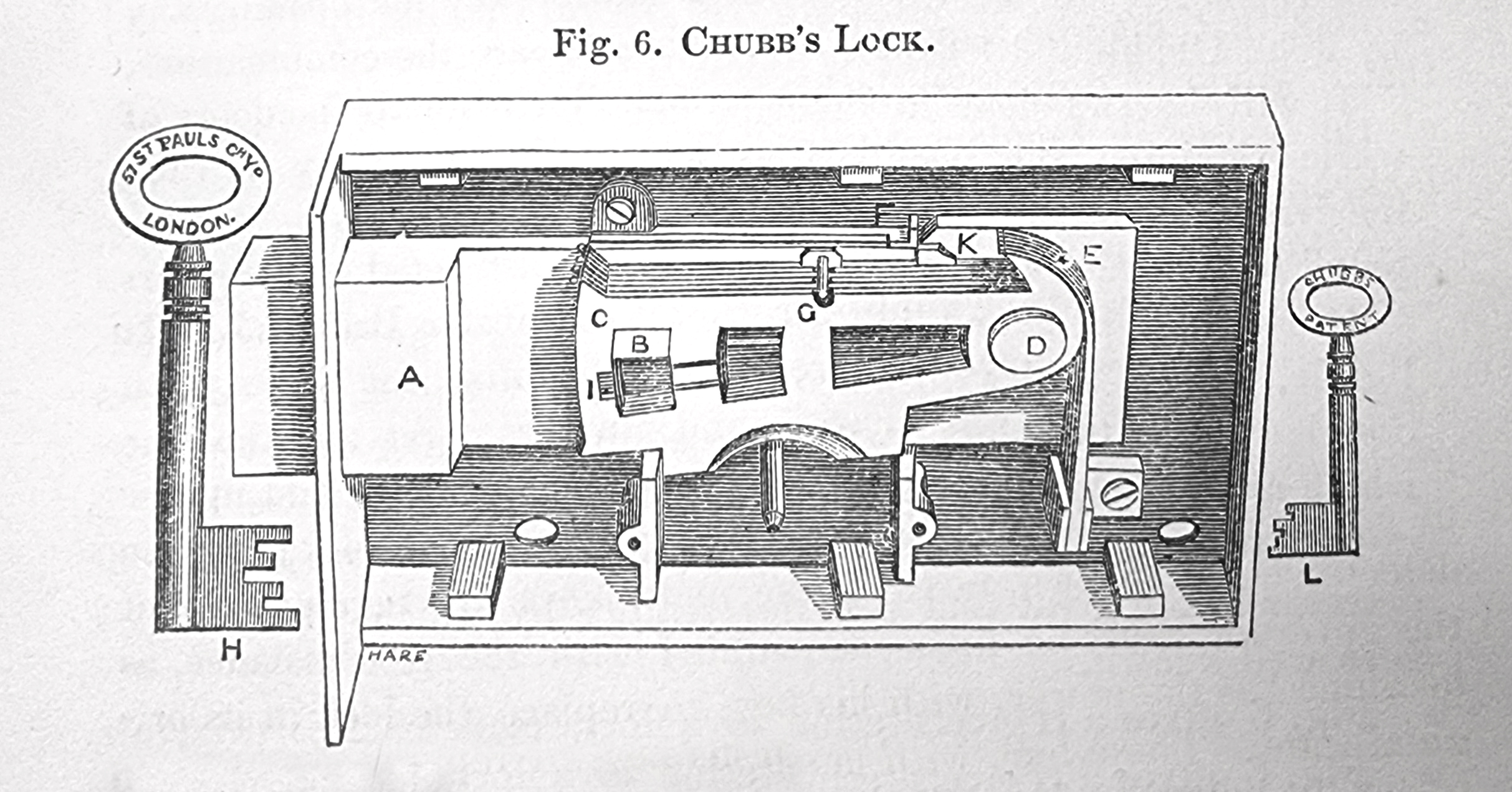
Diagrama d'un pany amb detector Chubb.

El pany de palanca va ser molt millorat per Jeremiah Chubb el 1818. Un robatori als molls de Portsmouth va portar al Govern britànic a convocar un concurs per fabricar un pany que només pogués obrir-se amb la seva pròpia clau. Chubb va desenvolupar el pany amb detector Chubb, que incorporava un dispositiu de seguretat integral que podia frustrar els intents d'accés no autoritzats i indicaria al propietari del pany si havia estat interferit. A Chubb se li van concedir 100 lliures esterlines després que un guanyador entrenat no aconseguís forçar el pany al cap de 3 mesos.
En 1820, Jeremiah es va unir al seu germà Charles per fundar la seva pròpia empresa de panys, Chubb. Chubb va introduir diverses millores al pany: el seu disseny millorat de 1824 no requeria una clau reguladora especial per reajustar el pany; el 1847 les seves claus utilitzaven sis palanques en lloc de quatre; i més tard va introduir un disc que permetia el pas de la clau, però estrenyia el camp de visió, ocultant les palanques a qualsevol que intentés forçar el pany. Els germans Chubb també van rebre la patent de la primera caixa forta antirobatori i van començar a fabricar-la en 1835.
Els dissenys de Barron i Chubb es basaven en l'ús de palanques mòbils, però Joseph Bramah, un prolífic inventor, va desenvolupar un mètode alternatiu en 1784. El seu pany utilitzava una clau cilíndrica amb osques precises al llarg de la superfície; aquestes movien les corredisses metàl·liques que impedien el gir del forrellat fins a una alineació exacta, permetent l'obertura del pany. El pany estava al límit de la capacitat de fabricació de precisió de l'època i, segons el seu inventor, era impossible de forçar. Aquell mateix any, Bramah va fundar l'empresa Bramah Locks al número 124 de Piccadilly, i va exposar a l'aparador de la seva botiga el Pany Desafio des del 1790, desafiant "...l'artista que pugui fabricar un instrument que pugui forçar o obrir aquest pany" amb una recompensa de 200 lliures. El desafiament es va mantenir durant més de 67 anys fins que, a la Gran Exposició de 1851, el serraller nord-americà Alfred Charles Hobbs va ser capaç d'obrir el pany i, després d'algunes discussions sobre les circumstàncies en què l'havia oberta, se li va concedir el premi. L'intent de Hobbs va requerir unes 51 hores repartides en 16 dies.
La patent més antiga d'un pany de doble acció pin tumbler es va concedir al metge nord-americà Abraham O. Stansbury a Anglaterra el 1805, però la versió moderna, encara en ús, va ser inventada pel nord-americà Linus Yale Sr. en 1848. Aquest disseny de pany utilitzava pins de diferents longituds per evitar que el pany s'obrís sense la clau correcta. En 1861, Linus Yale Jr. es va inspirar en el pany pin-tumbler original de la dècada de 1840 dissenyada pel seu pare, inventant i patentant així una clau plana més petita amb vores dentades, així com passadors de diferents longituds dins del mateix pany, el mateix disseny del pany pin-tumbler que encara segueix en ús avui dia. El modern pany Yale és essencialment una versió més desenvolupada del pany egípcia.
Tot i algunes millores en el disseny de les claus des de llavors, la majoria dels panys actuals segueixen sent variants dels dissenys inventats per Bramah, Chubb i Yale.

## Clau de porta

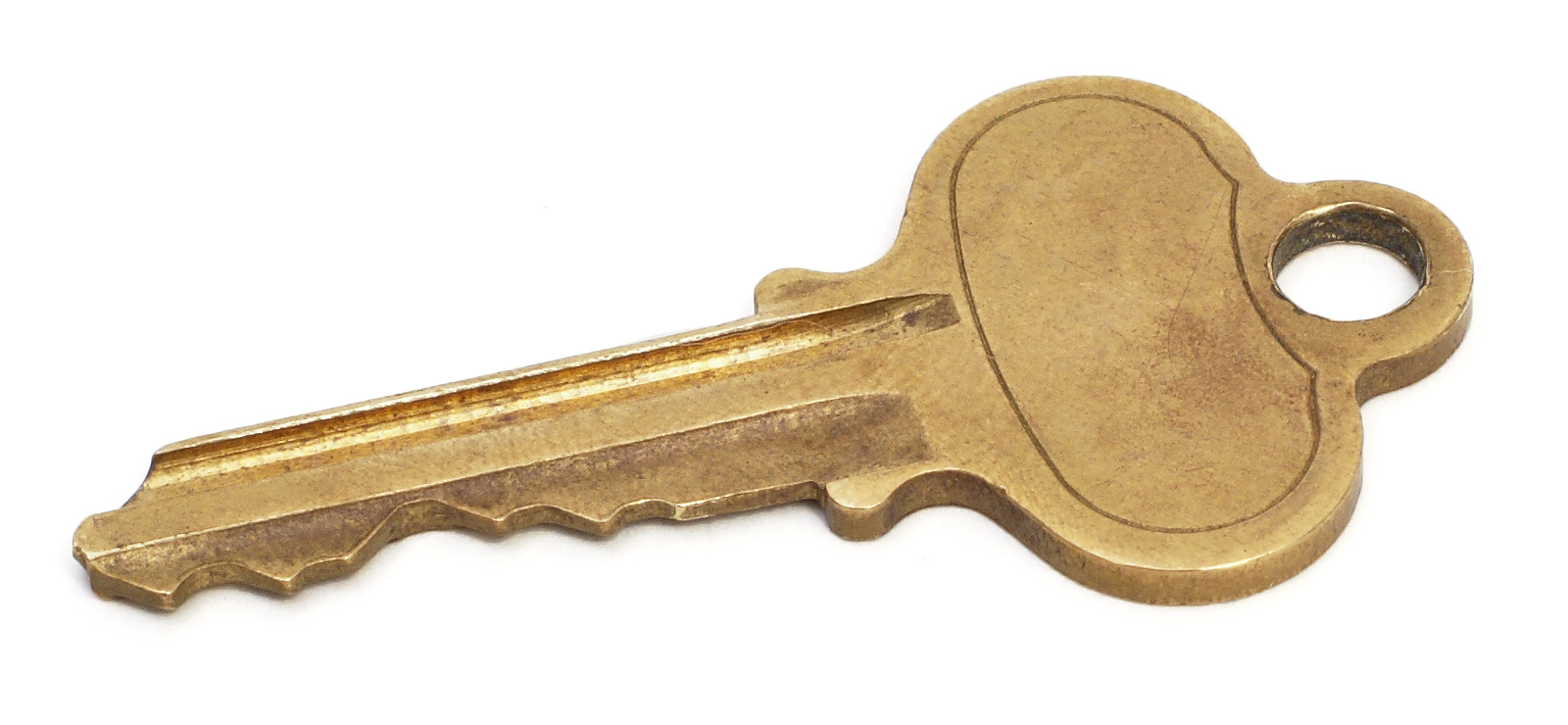
Clau actual

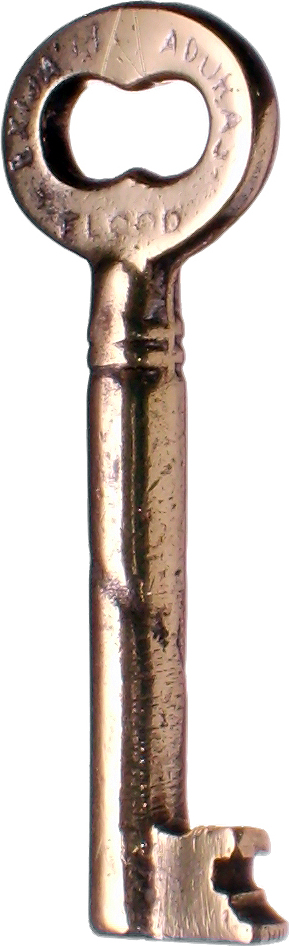
Clau antiga

Una clau és un instrument que s'usa per obrir i tancar els panys incorporats a objectes que es pretenen protegir d'accessos no desitjats.
Quan es van inventar, els primers panys eren grans caixes metàl·liques que per obrir-se necessitaven claus de ferro molt grans i pesades. No obstant això, durant el segle XX s'ha produït una evolució molt important en el disseny de nous sistemes de tancament de portes que ha donat origen a una gamma de claus molt variada.
La majoria de les claus són d'acer, encara que en els automòbils o altres dependències ja es fan servir claus que porten incorporat un sistema electrònic per obrir-les a distància sense necessitat d'introduir la clau al pany; només s'hi introdueix si per falta de piles o per una avaria deixa de funcionar el dispositiu electrònic d'obertura a distància. Aquestes claus serveixen, així mateix, per engegar el motor de l'automòbil.
La clau comuna consisteix en una peça de metall amb dents o solcs que té la forma del pany i s'utilitza per a obrir-lo introduint-la-hi i fent-la girar. El cap de la clau és més ample i pla per tal de poder-la agafar i fer-la girar per a obrir o tancar la porta. Cada fabricant de panys fa una sèrie completa de claus diferents perquè no es pugui obrir un pany amb les claus d'un altre del mateix model.
Les claus modernes de les habitacions d'hotel són, de fet, una targeta de plàstic on es codifica un període de validesa d'acord amb l'estada del client a l'hotel i, a més, serveix com a interruptor automàtic de la llum quan s'abandona l'habitació.
Les claus per activar l'obertura de portes com, per exemple, les dels accessos als aparcaments privats, són un dispositiu electrònic que actua a distància.
Les claus antigues eren com un tub rodó de ferro amb una paleta al final; els panys antics usaven aquest tipus de claus.

## Claus honorífiques
Quan determinades personalitats molt rellevants visiten els Ajuntaments de les ciutats, se celebra un acte honorífic a la seu del seu Ajuntament per celebrar el lliurament simbòlic de les claus de la ciutat. El simbolisme de l'acte ve de l'edat mitjana i significa que la ciutat es "lliura" a l'il·lustre visitant, sense resistència.

## Heràldica

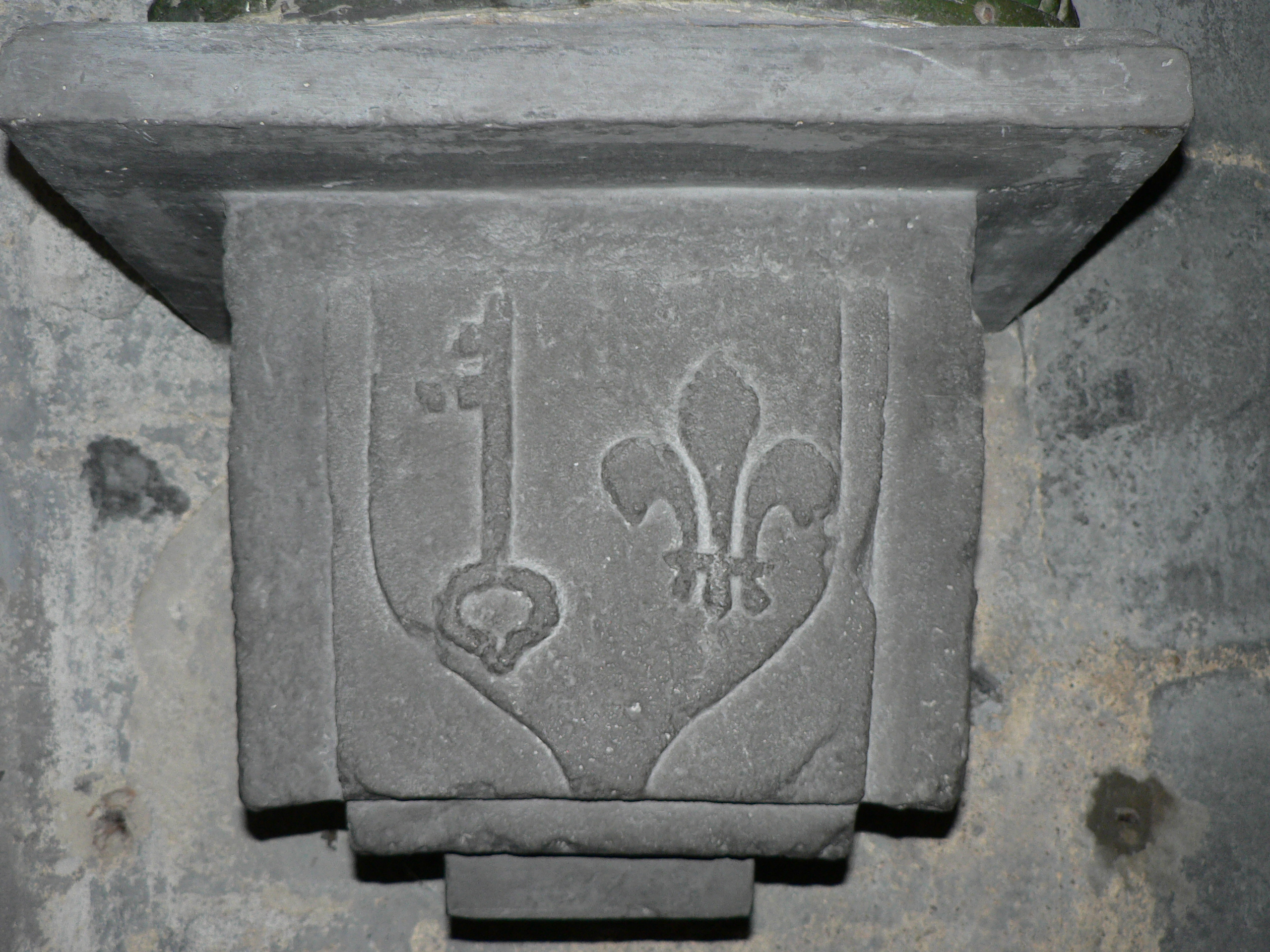
Clau en un escut heràldic al costat d'una flor de lis

La clau és una figura o moble comú a molts blasons. El seu significat sol venir per ser l'atribut de Sant Pere o poden ser deguts a altres motius, com per la seva importància per guardar cofres i tresors.

## Nota
1. ↑  Institut d'Estudis Catalans. Secció Filològica. Institució Patxot. Butlletí de dialectología catalana.  Abadía de San Cugat del Vallés, 1932 [Consulta: 22 juliol 2011].
2. 1 2  de Vries, N. Cross y D. P. Grant, M. J.. Metodología del diseño y relaciones con la ciencia: Introduction.  Eindhoven: Kluwer Academic Publishers, 1992, p. 32. ISBN 9780792321910.
3. ↑  Ceccarelli, Marco. google.cat/books?id=UG0RlFBqwrgC Simposio Internacional sobre Historia de Máquinas y Mecanismos.  Nueva York: Kluwer Academic Publishers, 2004, p. 43. ISBN 1402022034.
4. ↑  «Historia».   Locks.ru. Arxivat de l'original el 2010-04-20. [Consulta: 10 juny 2010].
5. ↑  «Llave | dispositivo de cierre» (en castellà). Encyclopedia Britannica. [Consulta: 13 gener 2020].
6. 1 2   «Historia». Slate. Slate Magazine, 15-05-2012.
7. 1 2  R. De Bruyn, "Oude sloten op deurtjes in het Liers begijnhof", en: 't land van Ryen jaargang 17, aflevering 3-4, 1967, p. 158, artículo en neerlandés
8. 1 2  Echtpaar schrijft eerste boek sinds twintig jaar over Liers begijnhof nieuwsblad. be, Chris van Rompaey, 17 de abril de 2018, artículo en neerlandés
9. ↑  Diccionario, Léxico de cerraduras y llaves historicallocks. com
10. ↑  Patente de Estados Unidos guía de cerraduras y método de uso de la misma patentimages, Eugene Toussant, 1990
11. ↑  V-Lock Helps Drunks Get Home to Bed wired.com, Charlie Sorrel, 5 de abril de 2010
12. ↑  Abreha, Kaleb G.; Kassa, Woubet; Lartey, Emmanuel K. K. [et al.].. Industrialización en el África subsahariana: Aprovechando las oportunidades en las cadenas de valor mundiales (en anglès).  Publicaciones del Banco Mundial, 2021-12-18. ISBN 978-1-4648-1721-2.
13. 1 2   Chatwood, Arthur Brunel. «Cerradura». A: Hugh Chisholm. Encyclopædia Britannica (en anglès). 16. 11a ed.  Cambridge University Press, 1911, p. 841-844.
14. ↑  Pulford, Graham W. Cerraduras mecánicas de alta seguridad: una referencia enciclopédica.  Elsevier, 2007, p. 317. ISBN 978-0-7506-8437-8.
15. ↑  «Fabricación de cerraduras: Chubb & Son's Lock & Safe Co Ltd».   Ayuntamiento de Wolverhampton, 2005. Arxivat de l'original el 2016-01-10. [Consulta: 16 novembre 2006].
16. ↑  Roper, C.A.. El libro completo de cerraduras y cerrajería.  McGraw-Hill Publishing, 2001. ISBN 0-07-137494-9.
17. ↑   El libro completo de seguridad en el hogar, el sitio y la oficina: Selecting, Installing, and Troubleshooting Systems and Devices.  McGraw-Hill Professional, 2006, p. 11. ISBN 9780071467445.
18. ↑  «Archivo del Inventor de la Semana».   Instituto Tecnológico de Massachusetts. Arxivat de l'original el 2013-05-29.